# Éruption limnique

Animation du principe d'une éruption limnique.

Une éruption limnique est un type d'éruption volcanique caractérisé par le dégazage brutal d'un lac méromictique qui relargue les gaz volcaniques émis en continu par un volcan et accumulés durant des années dans les couches profondes du lac.
Seuls deux lacs sont connus pour avoir subi une éruption limnique dans l'histoire récente (les lacs Nyos et Monoun au Cameroun), et seuls quatre dont l'étude paléolimnologique montre qu'ils en ont subi dans le passé (les lacs Pavin en France, Albano et Monticchio (en) en Italie et Kivu en RDC).

## Mécanisme
Un volcan, même au repos, peut émettre en continu des gaz volcaniques. Lorsqu'un lac se situe au-dessus du point de sortie de ces gaz, comme dans le cas d'un lac de cratère, le gaz se dissout dans l'eau et retourne à l'état gazeux à sa surface. Si le lac est relativement profond, les gaz volcaniques émis par le fond sont piégés dans les couches d'eau inférieures du lac, qui accumulent alors ces gaz, parfois pendant des années.
Selon l'hypothèse la plus courante, lorsqu'un événement perturbateur survient (séisme, avalanche lacustre de débris rocheux, début d'une éruption volcanique, etc.) ou même lorsque la concentration en gaz arrive au point de saturation, il se produit une inversion des couches d'eau : des bulles de gaz volcaniques se forment dans la couche inférieure du lac, ce qui l'allège et provoque sa remontée de plus en plus rapide vers la surface, par emballement du système. Les bulles de gaz volcaniques percent alors la surface en créant parfois des petits tsunamis. Lorsque ce gaz est plus dense que l'air, comme le dioxyde de carbone, qui est un des principaux composants des gaz volcaniques, la nappe de gaz reste plaquée au sol et peut s'écouler par-dessus les rebords du cratère en empruntant le fond des vallées. Si des villages ou du bétail se trouvent sur le chemin de cette nappe, les conséquences peuvent être dramatiques : en 1986, une éruption limnique survenue sur le lac Nyos, au Cameroun, a entraîné la mort par asphyxie de plus de 1 700 personnes et de plusieurs milliers de têtes de bétail.
Une façon de prévenir le caractère brutal et inattendu d'une telle éruption consiste à relier directement les couches profondes à la surface et d'assurer l'évacuation des gaz de ces couches saturées en gaz dissous via un siphon : c'est le principe retenu et mis en œuvre aux orgues du lac Nyos.

## Localisation
Des éruptions limniques sont déjà survenues sur les lacs Nyos et Monoun au Cameroun.
Le lac Kivu, à la frontière de la république démocratique du Congo et du Rwanda, est riche en CO2 et CH4 dissous. Il n'est qu'à 50 % de saturation, mais un fort séisme ou une éruption volcanique pourrait déclencher une libération de gaz en perturbant la structure en couches du lac et ou en augmentant les concentrations de gaz dissous.
Le site fossilifère de Messel en Allemagne laisse apparaître qu'une éruption limnique y est intervenue au cours de l'Éocène.

## Prévention
Le dégazage de lac est une méthode pour enlever progressivement le dioxyde de carbone dissout dans les lacs volcaniques, par exemple avec un tuyau utilisé comme siphon hydraulique : les orgues de Nyos.